# اليوم (فلم 2012)
اليوم (بالفرنسية: Aujourd'hui) هو فيلم دراما فرنسي سنغالي صدر سنة 2012، وهُو من إخراج المُخرج آلان غوميس. شارك الفيلم في مُنافسات الدورة الثانية والستين من مهرجان برلين السينمائي الدولي في فبراير 2012.

## قصة الفيلم
ساتشي على وشك الموت. قرر أن يجعل يومه الأخير في هذا العالم اليوم الأبرز في حياته.

## طاقم التمثيل
- شاول وليامز في دور ساتشي.
- جولوف مبينغي في دور سيلي.
- أنيسا أوزيمان في دور راما.
- أيسي مايغا في دور نيلا.
- ماريكو أرامي في دور والدة ساتشي.
- ألكسندر غوميز في دور ليكسو.
- فرانك إم أهيرن يُجسد نفسه.

## روابط خارجية
اليوم على موقع IMDb (الإنجليزية)
- اليوم على موقع قاعدة بيانات الأفلام العربية
- اليوم على موقع ألو سيني (الفرنسية)
- اليوم على موقع أول موفي (الإنجليزية)
- اليوم على موقع فيلمافينيتي (الإسبانية)
- اليوم على موقع قاعدة بيانات الأفلام السويدية (السويدية)
- اليوم على موقع قاعدة بيانات الفيلم (الإنجليزية)
- اليوم على موقع ليتربوكسد (الإنجليزية)
- اليوم على موقع كينوبويسك (الروسية)

اليوم  في قاعدة بيانات الأفلام على الإنترنت (بالإنجليزية)